# Marco (Arndt)
Marco (em alemão:  Mark, nascido: Michael Arndt; 29 de janeiro de 1941, Chemnitz, Saxônia, Alemanha Ocidental) é Bispo da Igreja Ortodoxa Russa fora Rússia, Metropolita de Berlim e Alemanha, desde 2019, Vice-Presidente do Sínodo dos Bispos da ROCOR e Lugar-tenente do Primeiro Trono Hierárquico.